# Indianapolis Colts 2017
La stagione 2017 degli Indianapolis Colts è stata la 65ª della franchigia nella National Football League, la 34ª ad Indianapolis, la sesta e ultima con Chuck Pagano come capo-allenatore e la prima con Chris Ballard come general manager. Senza il quarterback titolare Andrew Luck, infortunato per tutta la stagione, la squadra ha terminato la prima annata con un record negativo dal 2011 e ha mancato l'accesso ai playoff per la terza volta consecutiva.

## Scelte nel Draft 2017
| Scelte dei Colts nel Draft 2017 |        |                |       |               |
| Giro                            | Scelta | Giocatore      | Ruolo | College       |
| 1                               | 15     | Malik Hooker   | S     | Ohio State    |
| 2                               | 46     | Quincy Wilson  | CB    | Florida       |
| 3                               | 80     | Tarell Basham  | DE    | Ohio          |
| 4                               | 137    | Zach Banner    | G     | USC           |
| 4                               | 143    | Marlon Mack    | RB    | South Florida |
| 4                               | 144    | Grover Stewart | DT    | Albany State  |
| 5                               | 158    | Nate Hairston  | CB    | Temple        |
| 5                               | 161    | Anthony Walker | LB    | Northwestern  |

## Staff
| Staff degli Indianapolis Colts nel 2017 |
| --- |
| Organi dirigenziali - Proprietario/CEO: James Irsay - Proprietario/Vice Chair: Charlie Irsay-Gordon, Casey Foyt e Kalen Irsay - Chief Operating Officer: Pete Ward - General manager: Ryan Grigson Capo allenatore - Chuck Pagano Altri allenatori - Assistente speciale del capo-allenatore: Rob Chudzinski - Assistente del capo-allenatore: Jeff Schwimmer - Sviluppo della forza e della condizione: Roger Marandino - Assistente dello sviluppo della forza e della condizione: Richard Howell - Qualità e controllo dell'attacco: Frank Giufre - Qualità e controllo della difesa: Brad White Allenatori dell'attacco - Coordinatore dell'attacco: Pep Hamilton - Assistente dell'attacco: Tim Berbenich - Quarterback: Clyde Christensen - Running Back: David Walker - Wide Receiver: Charlie Williams - Tight End: Alfredo Roberts - Offensive Line: Joe Gilbert - Assisten Offensive Line: Hal Hunter Allenatori della difesa - Coordinatore della difesa: Greg Manusky - Defensive Line: Gary Emanuel - Linebacker: Jeff FitzGerald - Secondary/Safeties: Roy Anderson - Secondary: Mike Gillhamer Allenatori dello special team - Coordinatore dello Special Team: Tom McMahon - Assistente dello Special Team: Brant Boyer |

## Roster
| Roster degli Indianapolis Colts nel 2017 |
| --- |
| Quarterback - 7 Jacoby Brissett - 16 Scott Tolzien Running Back - 23 Frank Gore - 25 Marlon Mack KR - 39 Josh Ferguson KR - 34 Matt Jones Wide Receiver - 13 T.Y. Hilton - 10 Donte Moncrief - 80 Chester Rogers PR - 17 Kamar Aiken - 15 K.J. Brent Tight End - 84 Jack Doyle - 85 Brandon Williams - 45 Jason Vander Laan - 47 Darrell Daniels - 48 Ross Travis Offensive Linemen - 74 Anthony Castonzo T - 65 Tyreek Burwell T - 67 Jeremy Vujnovich G - 64 Mark Glowinski G - 72 Mike Person C - 61 Anthony Fabiano C - 73 Joe Haeg G - 62 Le'Raven Clark G - 71 Denzelle Good T Defensive Linemen - 92 Margus Hunt DE - 97 Anthony Johnson DE - 99 Al Woods NT - 90 Grover Stewart NT - 94 Joey Mbu NT - 95 Johnathan Hankins DT - 91 Hassan Ridgeway DT - 68 Caraun Reid DT Linebacker - 52 Barkevious Mingo OLB - 93 Jabaal Sheard OLB - 58 Tarell Basham OLB - 44 Antonio Morrison ILB - 50 Anthony Walker ILB - 59 Jeremiah George ILB - 56 Jermaine Grace ILB Defensive Back - 30 Rashaan Melvin CB - 31 Quincy Wilson CB - 28 Christopher Milton CB - 42 Kenny Moore CB - 27 Nate Hairston CB - 37 D.J. White CB - 20 Darius Butler FS - 26 Clayton Geathers FS - 41 Matthias Farley SS - 32 T.J. Green SS Special Team - 46 Luke Rhodes LS - 2 Rigoberto Sanchez P - 4 Adam Vinatieri K Lista delle riserve - 12 Andrew Luck QB (IR) - 33 Robert Turbin RB (IR) - 38 Christine Michael RB (IR) - 37 George Winn RB (IR) - 11 Quan Bray WR (IR) - 81 Krishawn Hogan WR (IR) - 86 Erik Swoope TE (IR) - 78 Ryan Kelly C (IR) - 69 Deyshawn Bond C (IR) - 75 Jack Mewhort G (IR) - 96 Henry Anderson DE (IR) - 51 John Simon OLB (IR) - 53 Edwin Jackson ILB (IR) - 57 Jon Bostic ILB (IR) - 35 Pierre Desir CB (IR) - 29 Malik Hooker FS (IR) Squadra di allenamento - 8 P.J. Walker QB - 83 Dres Anderson WR - 14 Kolby Listenbee WR - 43 Mo Alie-Cox TE - 79 Andreas Knappe T - 63 Isaiah Williams G - 49 Joshua Perry OLB - 55 Arthur Miley OLB - 36 Denzel Rice CB - 40 Ronald Martin S 53 attivi, 16 inattivi, 9 nella squadra di allenamento |
| Legenda - I rookie sono in corsivo. - Il primo ruolo è il principale mentre gli eventuali successivi indicano i ruoli secondari. - (IR) sta per Injured Reserve ed indica la lista ristretta per un solo giocatore infortunato che può tornare ad allenarsi dopo la settimana 6 e a rientrare in prima squadra dopo che questa ha giocato 8 partite. - (NF-Inj.) / (NF-Ill.) stanno rispettivamente per Non-Football Injured e Non-Football Illness ed indicano le liste dove viene inserito un giocatore che ha un infortunio o una malattia non dipendente dal football americano. - (PUP) sta per Physically Unable to Perform ed indica la lista dove viene inserito un giocatore mentre è in attesa di recuperare la condizione fisica. Nella stagione regolare dopo la sesta partita giocata dalla propria squadra, il giocatore ha tempo tre settimane per riprendere ad allenarsi, più tre settimane aggiuntive dal suo rientro agli allenamenti per rientrare in prima squadra. |

## Calendario

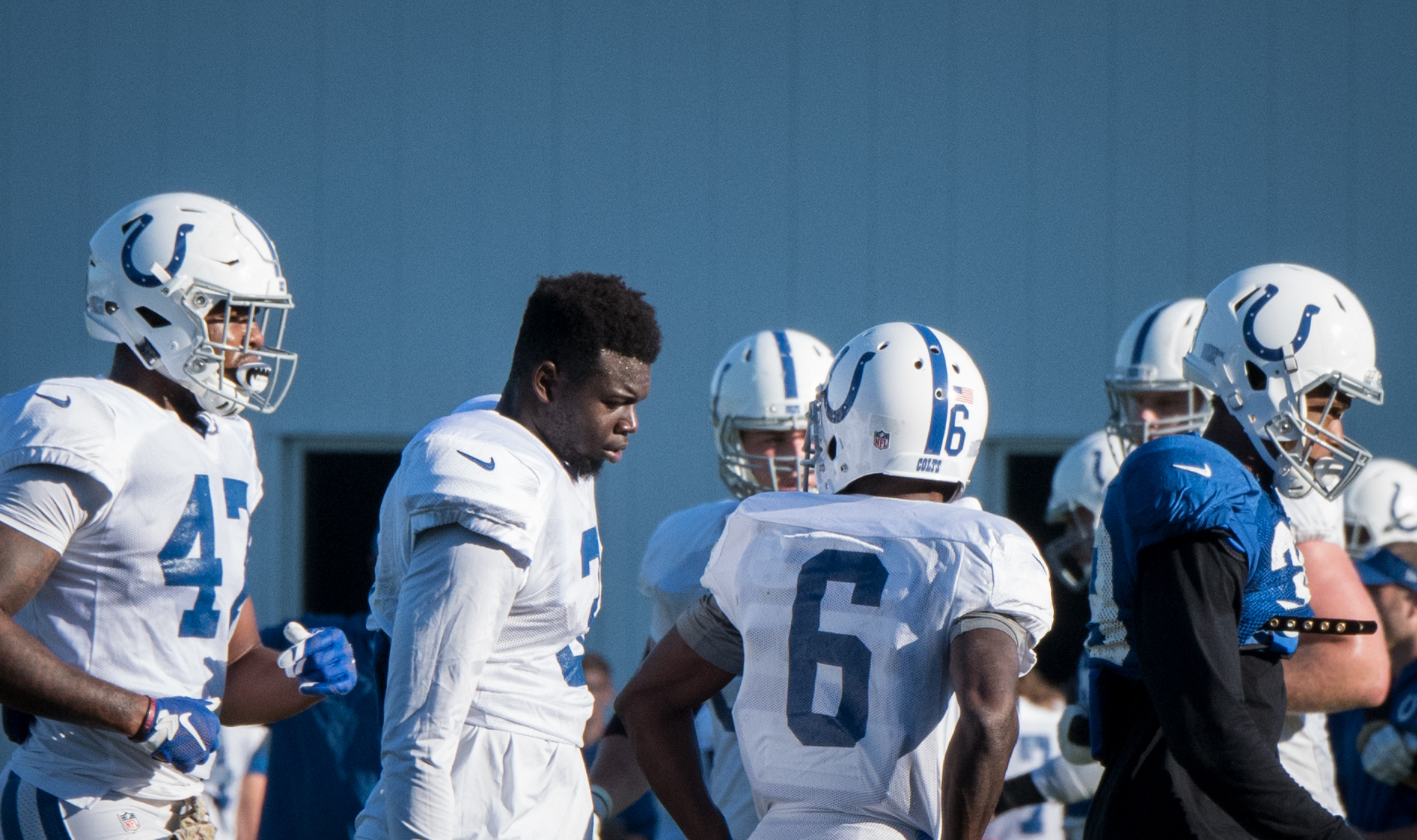
Giocatori dei Colts durante il training camp

Il calendario della stagione è stato annunciato il 20 aprile 2017.
| Stagione regolare |                    |                         |                    |                    |                               |                    |
| Turno             | Data               | Avversario              | Risultato          | Record             | Stadio                        | Sintesi            |
| 1                 | 10/9               | at Los Angeles Rams     | S 9–46             | 0–1                | Los Angeles Memorial Coliseum | Recap              |
| 2                 | 17/9               | Arizona Cardinals       | S 13–16 (DTS)      | 0–2                | Lucas Oil Stadium             | Recap              |
| 3                 | 24/9               | Cleveland Browns        | V 31–28            | 1–2                | Lucas Oil Stadium             | Recap              |
| 4                 | 1/10               | at Seattle Seahawks     | S 18–46            | 1–3                | CenturyLink Field             | Recap              |
| 5                 | 8/10               | San Francisco 49ers     | V 26–23 (DTS)      | 2–3                | Lucas Oil Stadium             | Recap              |
| 6                 | 16/10              | at Tennessee Titans     | S 22–36            | 2–4                | Nissan Stadium                | Recap              |
| 7                 | 22/10              | Jacksonville Jaguars    | S 0–27             | 2–5                | Lucas Oil Stadium             | Recap              |
| 8                 | 29/10              | at Cincinnati Bengals   | S 23–24            | 2–6                | Paul Brown Stadium            | Recap              |
| 9                 | 5/11               | at Houston Texans       | V 20–14            | 3–6                | NRG Stadium                   | Recap              |
| 10                | 12/11              | Pittsburgh Steelers     | S 17–20            | 3–7                | Lucas Oil Stadium             | Recap              |
| 11                | Settimana di pausa | Settimana di pausa      | Settimana di pausa | Settimana di pausa | Settimana di pausa            | Settimana di pausa |
| 12                | 26/11              | Tennessee Titans        | S 16–20            | 3–8                | Lucas Oil Stadium             | Recap              |
| 13                | 3/12               | at Jacksonville Jaguars | S 10–30            | 3–9                | EverBank Field                | Recap              |
| 14                | 10/12              | at Buffalo Bills        | S 7–13 (DTS)       | 3–10               | New Era Field                 | Recap              |
| 15                | 14/12              | Denver Broncos          | S 13–25            | 3–11               | Lucas Oil Stadium             | Recap              |
| 16                | 23/12              | at Baltimore Ravens     | S 16–23            | 3–12               | M&T Bank Stadium              | Recap              |
| 17                | 31/12              | Houston Texans          | V 22–13            | 4–12               | Lucas Oil Stadium             | Recap              |

Note
- Gli avversari della propria division sono in grassetto.

## Premi individuali

### Pro Bowler
Inizialmente nessun giocatore dei Colts è stato convocato per il Pro Bowl 2018. In seguito è stato selezionato il ricevitore T.Y. Hilton, alla quarta chiamata consecutiva, al posto dell'infortunato A.J. Green.

### Premi settimanali e mensili
- Adam Vinatieri:

giocatore degli special team della AFC della settimana 5
- T.Y. Hilton:

giocatore offensivo della AFC della settimana 9